# Asterix und der Greif
Asterix und der Greif (französischer Originaltitel: Astérix et le Griffon) ist der 39. Band der Asterix-Reihe, der am 21. Oktober 2021 erschienen ist. Wie schon bei den vier Bänden zuvor war Jean-Yves Ferri der Autor und Didier Conrad der Zeichner.

## Handlung
Caesar schickt eine Expedition ins Barbaricum, eine unerforschte Gegend, östlich der den Römern bekannten Gebiete Europas, um dort einen Greif – ein fantastisches Mischwesen, „halb Adler, halb Löwe mit Pferdeohren“ – zu finden, den er zur Erhöhung seines Ruhmes dem römischen Volk präsentieren möchte. Die drei Anführer der Expedition – der Zenturio Brudercus, der Geograf Globulus und der Gladiator Ausdimaus – sind in der Jagd nach Fabelwesen zwar erfahren, aber glücklos. Bei der Suche nach dem Greif richtet Globulus sich nach den Aufzeichnungen des Griechen Rigoros von Migraene.
Durch seine hellseherischen Fähigkeiten erahnt der Schamane Terrine das Unheil und sendet seinem Freund, dem Druiden Miraculix, einen Traum, um ihn um Hilfe zu bitten. Der Greif, das heiligste Tier seines Stammes, muss unbedingt vor den Römern geschützt werden. Monate später erreichen Asterix, Obelix, Miraculix und Idefix mit einem Fässchen Zaubertrank das Dorf des Terrine und werden von ihm in seiner Jurte empfangen. Sie lernen auch das Volk der Sarmaten kennen, die – trotz unübersehbarer Parallelen der männlichen Dorfbewohner zu denen des gallischen Dorfes – einen sehr unterschiedlichen Lebensstil pflegen: Während die Frauen in der Tradition der Amazonen als kriegerische Nomadinnen leben, sind die Männer für die Hausarbeit zuständig und passen auf den Nachwuchs auf.
Zur gleichen Zeit kommen auch die Römer in der Gegend an und errichten ein provisorisches römisches Militärlager. Neben zwei skythischen Kundschaftern soll eine sarmatische Gefangene die Expedition zum Greif führen. Beides erfahren die Gallier von den sarmatischen Frauen unter Führung von Matrjoschkowa, der Frau von Terrine, die die Römer gesichtet haben. Für Terrine wird die Angelegenheit persönlicher, denn bei der Gefangenen handelt es sich um seine Nichte Kalaschnikowa. Da sie in Wahrheit nicht weiß, wo der Greif sich befindet, schwebt sie in großer Gefahr. Die Frauen planen sofort einen Angriff, können aber von Asterix überzeugt werden, zunächst auf „gallische Diplomatie“ zu setzen. Idefix hat sich inzwischen von den anderen abgesetzt und freundet sich mit den ortsansässigen Wölfen an.
Als Emissäre der Amazonen begeben sich Asterix und Obelix zu den Römern. Zuvor will Asterix sich noch mit Zaubertrank stärken, dieser ist jedoch aufgrund der sibirischen Temperaturen eingefroren. Es gelingt den beiden, die Römer, die noch mit dem Aufbau beschäftigt sind, zu überraschen. Die Verhandlung verläuft sogar diplomatischer als üblich, endet allerdings im Fiasko, als Obelix unbedacht erwähnt, dass nur Terrine den Weg zum Greifen kennt. Nun stellen die Römer das Ultimatum, dass sie Kalaschnikowa nur im Tausch gegen Terrine ausliefern. Um sie zu schützen, verzichtet Asterix auf Gewalt. In der Nacht befragt Terrine seine Schamanentrommel und erkennt, dass er sich selbst ausliefern muss, um seine Nichte zu befreien. Am nächsten Morgen wollen Asterix und Obelix ihn davon noch abhalten, kommen jedoch zu spät; Terrine hat sich bereits ausgeliefert. Die Römer brechen jedoch ihr Wort und lassen Kalaschnikowa nicht frei, damit Terrine sie garantiert zum Greifen führt.
Die Römer brechen sofort auf; ein Teil von ihnen bleibt im Lager, um Kalaschnikowa zu bewachen. Unter den Legionären bahnt sich ein Konkurrenzkampf um ihre Gunst an. Obwohl die sarmatischen Frauen Asterix’ und Terrines Vorgehensweise nun noch skeptischer gegenüberstehen, erlauben sie den Galliern, obwohl sie Männer sind, als Gäste an ihrer Rettungsmission teilzunehmen. Miraculix bleibt krankheitsbedingt im Dorf zurück. Auch muss Asterix das Abenteuer ohne Zaubertrank bestehen, weil dieser einmal gefroren auch nach dem Auftauen seine Wirkkraft dauerhaft verliert. Mit der örtlichen Flora und Fauna gelingt es Miraculix lediglich, eine stärkende Gemüsesuppe zu brauen.
Durch furchterregende Greifenstatuen sehen sich die Römer bestätigt, dass sie auf dem richtigen Weg sind. Während sich in der römischen Garnison auf dem unbekannten Terrain erste Verschwörungstheorien ausbreiten, kann Asterix Matrjoschkowa überzeugen, zum Wohle der beiden Geiseln einen offenen Kampf zu vermeiden und auf eine Guerillataktik zu setzen. Während der römische Expeditionstrupp eine Brücke über einen Wildbach überquert, sorgen die gallischen Krieger dafür, dass die Hälfte der Legionäre vom Wasserfall erfasst und davongeschwemmt werden. Als nach dem Bau eines neuen Lagers ein römischer Spähtrupp auf die Gallier trifft, kommt es zu einem Kampf zwischen Asterix und Ausdimaus. Letzterer wird in die Flucht geschlagen und steckt mit seiner Angst vor den Amazonen und den Galliern den Rest der Garnison an.
Am nächsten Tag ziehen die Römer weiter. Als sie dichten Nebel durchqueren, hat Asterix die Idee, den Römern dort aufzulauern. Tatsächlich gelingt es den Amazonen, die Garnison zu überwältigen, es stellt sich jedoch heraus, dass die Römer sich aufgeteilt haben, um ihre Verfolger auf eine falsche Fährte zu bringen. Die drei Anführer und Terrine haben inzwischen eine Mauer aus Eis erreicht, die die Grenze zum heiligen Territorium des Greifen markiert. Um sie zu überqueren, meißeln die Legionäre eine Treppe in die Eismauer. Auch die Amazonen erreichen das heilige Territorium, abgesehen von Schamanen ist es ihnen jedoch untersagt, es zu betreten, sodass Asterix und Obelix allein dorthin müssen.
Jenseits der Mauer haben die Römer inzwischen einen zugefrorenen See erreicht, den sie laut Terrine überqueren müssen. Die drei Anführer wittern jedoch einen Betrug des Schamanen und lassen ihn fesseln, bevor sie gemeinsam den See überqueren. Durch die Eisdecke hindurch sehen die drei Römer den Greif, der sich als riesiges, im Eiswasser konserviertes Tier – ähnlich einem Styracosaurus – entpuppt. Sie sind empört; ein solches Tier können sie Cäsar unmöglich präsentieren. Asterix und Obelix können derweil die am Seeufer verbliebenen Legionäre besiegen. Die beiden Skythen setzen sich ab. Wegen des Tauwetters und des Gewichts der drei Römer bricht das Eis und Globulus lässt eine Vase mit Greifenmotiv fallen, die er schon das ganze Abenteuer mit sich führte. Die Vase zerbricht, und es wird offenbar, dass Globulus seit dem Wasserfall Golderz in ihr gesammelt hat, weil er die erfolglose Jagd nach Fabelwesen leid war. In dem Moment kommen Idefix und die Wölfe, welche die drei Anführer verjagen. Terrine wird auf dem See zurückgelassen. Aus höchster Gefahr kann dieser von Idefix gerettet werden, wie es der Schamane am Anfang des Buches prophezeite: „Hilfe kommt von den Galliern, vor allem vom Kleinsten von ihnen.“
Die drei Römer konnten sich ans Seeufer retten und treten den Heimweg an; Globulus hat sein Golderz jedoch restlos im See verloren. Terrine erklärt, dass sein Volk seit Urzeiten das ursprünglich namenlose Tier im See verehrt, ehe Rigoros von Migraene es als Greif bezeichnete. Da Rigoros in seinen Berichten jedoch auch die reichhaltigen Goldvorkommen in der Gegend notierte, schürten die Sarmaten die Angst vor dem Greif, um habgierige Eindringlinge fernzuhalten. Die Gallier und die Sarmaten machen sich auf den Rückweg. Als sie das Basislager der Römer erreichen, stellen sie fest, dass Kalaschnikowa sich mittlerweile selbst befreien konnte. Indem sie ihre Attraktivität nutzte, um ihren Bewachern den Kopf zu verdrehen, ist der Konkurrenzkampf eskaliert und sie konnte entkommen. Da das gesamte Wachpersonal auf der Suche nach Kalaschnikowa verschollen ist, bleibt nur deren Anführer in der Einsamkeit von Barbaricum zurück und freut sich tatsächlich, als er Asterix („Endlich ein bekanntes Gesicht!“) wiedersieht.
Während es für den Anführer der Wachen ein Happy End im sarmatischen Dorf gibt, muss Obelix seine zarte Liaison mit der Sarmatin Casanowa beenden, gibt ihr jedoch einen Zettel, auf dem steht, wo sie ihn findet. Cäsar präsentiert dem römischen Volk notgedrungen eine von Ausdimaus gefangene Giraffe. Die Gallier kehren wieder nach Hause zurück, wo auch dieses Abenteuer – nicht ohne Wehmut – gefeiert wird.

## Besonderes
- Asterix und der Greif ist der erste Band der Reihe, der nach dem Tod des Asterix-Zeichners Albert Uderzo im März 2020 erschien. Gleichzeitig ist es der letzte, dessen Entwürfe Uderzo noch vorgelegt worden sind.[2] Als Reminiszenz an Uderzo ist auf dem letzten Bild mit dem traditionellen Festmahl eine weinende Eule (Uderzos Lieblingstier) abgebildet. Ähnlich hatte Uderzo selbst seine Trauer über den Tod seines Freundes und Asterix-Miterfinders René Goscinny im Band Asterix bei den Belgiern mit einem weinenden Hasen illustriert.[3]
- Im Gegensatz zu den meisten anderen Reiseabenteuern von Asterix und Obelix werden nicht die Vorurteile gegenüber dem gastgebenden Volk karikiert. Da wenig historische Kenntnisse über die Sarmaten existieren, erklärte Ferri: „Das hat mir erlaubt, Volk und Land so ein bisschen zu erfinden. Ich konnte das frei gestalten.“[4]
- Die Figur von Caesars Geograf Globulus, der die Suche nach dem Greif initiiert, trägt die Züge des französischen Schriftstellers Michel Houellebecq.
- Auf die zum Veröffentlichungszeitpunkt aktuelle COVID-19-Pandemie wird mehrmals angespielt (Immunität, Abstand).
- Die Gesichtszüge eines der Soldaten aus dem Wachbataillon für Kalaschnikowa sind dem französischen Asterix-Verleger Céleste Surugue nachempfunden, der das mit „Ich fühle mich so geehrt!“ kommentierte.[3]
- Die Figur des Zenturios Brudercus ist eine Reminiszenz an den US-Schauspieler Brian Dennehy.[5]
- Der Name des Legionärs Fakenius ist eine Anspielung auf das Phänomen der Fake News und auf die Verschwörungstheorien der Gegenwart. Die pessimistisch gefärbten Zusammenhänge, die er herstellt, verbreiten sich unter den Soldaten „viral“, sodass sie sich dem Kult der Diana zuwenden und nach Weihrauch verlangen.
- Weitere sprechende Namen sind Matrjoschkowa (Matrjoschka), Kalaschnikowa (Kalaschnikow), Casanowa (Giacomo Casanova) etc. Der Name des Geistes des großen Lachses, Kulebjak, spielt auf die gleichnamige russische Pastete (Kulebjak) an.
- Die von einem römischen Legionär aus dem Eis gehauene Statue ist eine Anspielung auf die Diana von Versailles.
- Idefix trollt mit den Wölfen davon und wird mehrfach im Laufe der Geschichte gesichtet. Zweimal werden dabei bekannte Filme genannt: „Im Kontakt mit dem Wolf erwacht in Idefix der Ruf der Wildnis“ (The Call of the Wild (Ruf der Wildnis), 2020) und „Dein Hund ist ein Wolf, der mit anderen Wölfen tanzt!“, (Dances with Wolves (Der mit dem Wolf tanzt), 1990).
- Zum Ende der Geschichte sind auf einem einzigen Panel die aus bisherigen Bänden bekannten Piraten zu sehen, die in der gesamten Handlung keine Rolle spielen. Eine der müßiggängerischen Figuren trägt die Gesichtszüge des jungen Charles Aznavour, der 2018, also möglicherweise während der Entstehungszeit des Bandes, starb.
- Der zahme Wolf des Terrine trägt im Deutschen den Namen Wolferine, was an den Marvel-Superhelden Wolverine erinnert.

## Veröffentlichung
Die erste Auflage erschien am 21. Oktober 2021 gleichzeitig in 17 Sprachen mit einer Auflage von europaweit fünf Millionen Exemplaren. Davon betrug die bei Egmont Ehapa Media verlegte deutsche Erstauflage in der Übersetzung von Klaus Jöken 1,5 Millionen Exemplare.

## Rezeption
Die dpa-Meldung beschied sowohl Zeichner als auch Autor „viel Liebe zum Detail“. Dort wurde der Band mit den alten Klassikern der Asterix-Schöpfer Goscinny und Uderzo verglichen: „Die Running Gags, das Geschehen am Bildrand, der stabile Spannungsbogen – das alles knüpft an gute Asterix-Alben aus den 1960er Jahren an.“

„Wer jedenfalls immer noch meint, bei Asterix handele sich um eines dieser Comic-Heftchen, die man in wenigen Minuten ausgelesen hat, der hat seinen geistigen Limes noch nicht überschritten. Immer wieder finden sich wunderbare Reminiszenzen an Asterix-Klassiker wie ‚Die große Überfahrt‘, ‚Die Trabantenstadt‘, ‚Streit um Asterix‘ sowie Hergés ‚Tim in Tibet‘, aber auch an die monumentalen Westernfilme eines John Ford oder eines Howard Hawks.“

Die Frankfurter Rundschau lobte den Plot als „gut und zielführend“, wenn auch – „[w]ie oft bei Ferri“ – „etwas überfrachtet“. Asterix habe jedoch „nicht seinen stärksten Auftritt“, denn ohne Zaubertrank verleihe er „der neuen Geschichte kaum Impulse“. Die „Galliergeschichten“ täten aber „immer noch gut“, daher sei auch nicht die Frage, „ob das Heft 39 das Niveau wahrt (das tut es!)“.
Der Tagesspiegel bezeichnete das Album als von Conrad „wie gewohnt handwerklich überzeugend gestaltet“; besonders gelungen sei „die winterliche Atmosphäre in größeren Panels, die oft vor Details überquellen“. Das Szenario sei „reich an Facetten, verzettelt sich hie und da allerdings in Details“. Die Amazonen glänzten „mit Charisma“; Asterix scheine in dem Trubel „[e]twas vernachlässigt“, wohingegen Obelix „mehr Platz zur Entfaltung“ erhalte. Ferri und Conrad sei „ein witziges wie turbulentes neues Abenteuer“ gelungen.
Michael Braun las den neuen Asterix-Band in literaturkritik.de als eine „Heldenreise“ und als „Arbeit am Mythos im Sinne von Hans Blumenberg“.